# Pomnik Jana Nepomucena w Knurowie

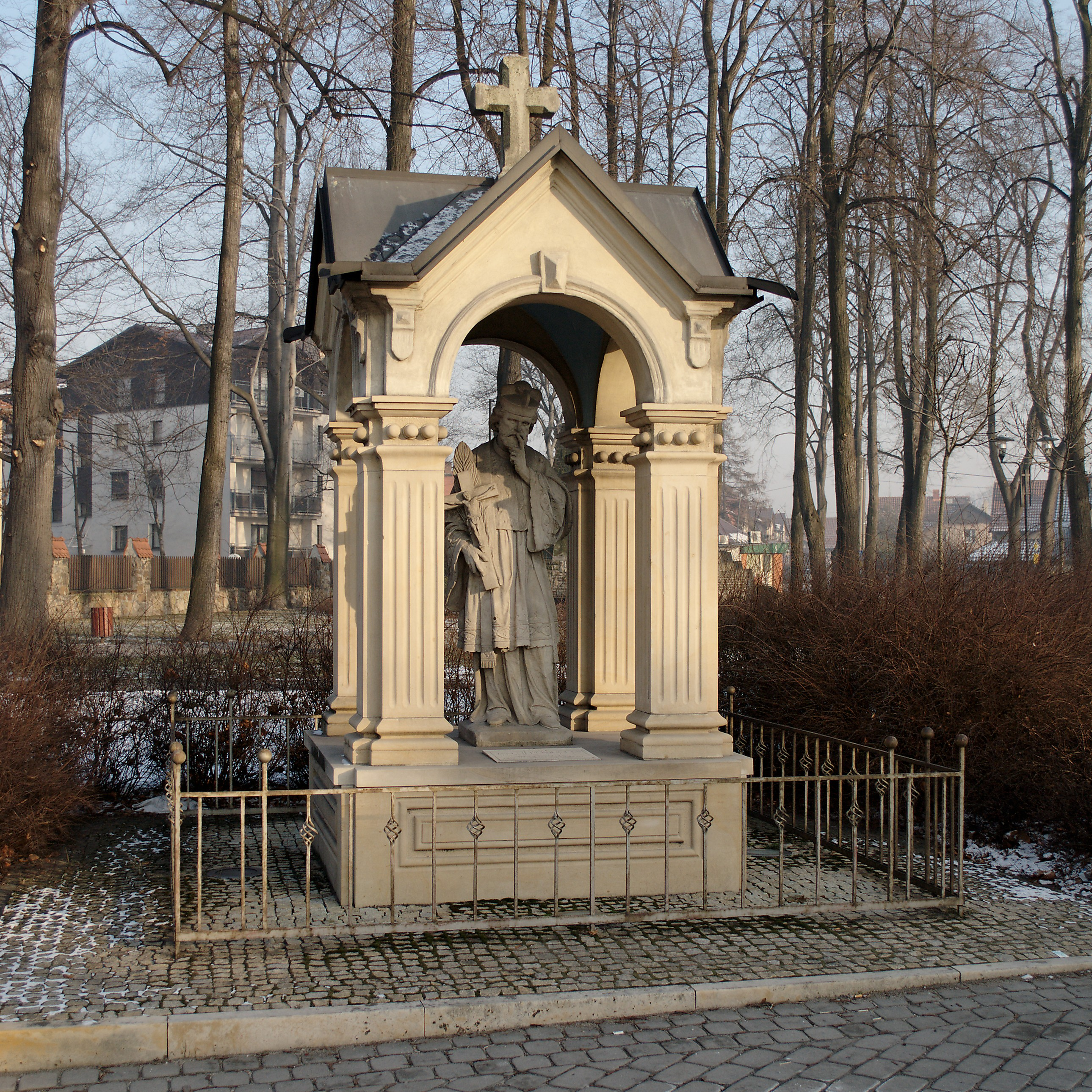
Kapliczka św. Jana Nepomucena w Knurowie

Kapliczka św. Jana Nepomucena w Knurowie – obiekt sakralny w Knurowie, usytuowany przy skrzyżowaniu ulicy Dworcowej i Koziełka.  
Misterna rzeźba ufundowana przez Franciszkę Szulcową w roku 1919. Poświęcona w tym samym roku przez miejscowego proboszcza ks. J. Gladischa.
Kapliczka jest wykonana z szarego piaskowca (z Dolnego Śląska) przez rzeźbiarza Józefa Baumaistera z Wrocławia. Kapliczka posiada ośmiospadowy daszek oparty na bogato profilowanych słupach. Stoi na miejscu dawniejszej, drewnianej.
Święty Jan przedstawiony został w pozycji stojącej. Wskazujący palec podniesiony do ust symbolizuje utrzymanie tajemnicy spowiedzi.